# Slavuj
Slavuj ili mali slavuj (Luscinia megarhynchos) je vrsta ptica iz reda vrapčarki (Passeriformes), podreda ptica pjevica. 
Prema molekularnobiološkim spoznajama, dio je porodice muharica, iako se još ponegdje u starijim sistematikama nalazi u porodici drozdova.   

## Opis
Slavuji imaju neugledno smeđe perje (odozdo nešto svjetlije nego s gornje strane). Gnijezdo slavuja se uglavnom nalazi na tlu, a mnogo rjeđe na niskoj vegetaciji. Sastoji se od neuredne gomile lišća i biljaka, a često je skriveno ispod kupina, kopriva i drugih biljaka. Mladunci se iz jaja izlegu goli i slijepi, no brzo rastu i dobivaju perje, pa za nekoliko tjedana već mogu letjeti.
Slavuj se hrani sitnim kukcima i paucima, a ponekad i drugim beskralježnjacima. Obično se smatra da slavuj "pjeva" samo noću, ali, ako ga se ne uznemirava, često pjeva i danju. Najčešće se, pri tom, nalazi u nekom grmu gdje je skoro nevidljiv, zbog neupadljivog perja.
Svi slavuji provode zimu u Africi. Slavuj "pjeva" samo u proljeće, a u lipnju lagano prestaje s pjevom, pa se, u kolovozu, može učiniti da su već otišli na jug. Međutim, tada su oni tihi i neprimjetni.